# 聖亨利廣場站
聖亨利廣場站（法語：Station Place-Saint-Henri）位於加拿大魁北克省蒙特利爾市，是蒙特利爾地鐵2號線其中一個車站。

## 外部連結
- （法文）（英文）蒙特利爾交通局：聖亨利廣場站 （页面存档备份，存于）（英文） （页面存档备份，存于）
- （法文）（英文）：聖亨利廣場站 （页面存档备份，存于）（英文） （页面存档备份，存于），含有聖亨利廣場站的資訊、歷史、車站結構與藝術品資料。